# Dari
Dari er det lokale navn for den variant af sproget persisk, som bruges i Afghanistan. Dari er et af de officielle sprog i Afghanistan, hvor det tales i de nordlige og vestlige dele af landet. Det andet officielle sprog i Afghanistan er pashto. Dari tales også af tadsjikere, usbekere, turkmenere og Hazaraere. Tosprogethed er udbredt, dari og pashto fungerer begge som fællessprog i landet. Det tales af 25% (laveste estimater) til 50% (højeste estimater) af befolkning, og kan forstås af næsten 90% af afghanerne. Det bliver også talt af omkring 2,5 millioner personer i Pakistan og Iran, hvor der er flere samfund, som bruger sproget som deres primære sprog.
Frem til 1964 blev betegnelsen fârsi brugt i både Iran, Tadjikistan og Afghanistan. Dari adskiller sig relativt lidt fra det iranske standardsprog, men har bevaret en mere arkaisk udtale og et mere arkaisk ordforråd. Irans standardsprog har lånt mange ord fra fransk, mens dari har lånt mange ord fra engelsk. Dari har også færre arabiske låneord end persisk.
Termen dari ("hørende til hoffet") viser også historisk til den ældste variant af nypersisk som taltes fra 900- til 1100-talet i hele det persisksprogede område. 1964 ændrede Afghanistans regering navnet på landets nationale sprog fra fârsi til dari for at markere en national identitet overfor Iran.